# Чан Че Сон
Чан Че Сон (кор. 장 재성; нар. 15 березня 1975) — південнокорейський борець вільного стилю, срібний та бронзовий призер чемпіонатів світу, срібний призер чемпіонату Азії, чемпіон та срібний призер Азійських ігор, чемпіон Східноазійських ігор, срібний та бронзовий призер Олімпійських ігор.

## Біографія
Боротьбою почав займатися з 1987 року. З 1998 тренувався під керівництвом Кім Те Ву. Виступав за команду Корейської Національної житлової компанії з Сеула. Був чемпіоном світу 1993 року серед юніорів.
Після завершення кар'єри борця перейшов на тренерську роботу. Серед підопічних — триразовий срібний призер чемпіонатів Азії Ян Че Хун.

## Спортивні результати на міжнародних змаганнях

### Виступи на Олімпіадах
| Змагання                    | Збірна         | Вагова категорія          | Місце  |
| --------------------------- | -------------- | ------------------------- | ------ |
| Літні Олімпійські ігри 1996 | Південна Корея | вільна боротьба, до 62 кг | Срібло |
| Літні Олімпійські ігри 2000 | Південна Корея | вільна боротьба, до 63 кг | Бронза |

На літніх Олімпійських іграх 1996 року в Атланті став другим, поступившись у фіналі Тому Брендсу зі Сполучених Штатів Америки.
Через чотири роки на літніх Олімпійських іграх 2000 року в Сіднеї здобуває бронзову нагороду. У півфіналі у рівній боротьбі за однаковою кількістю балів поступився за рішенням суддів борцеві з Росії Мураду Умаханову, а у сутичці за третє місце впевнено переміг іранця Мохаммада Талаеї.

### Виступи на Чемпіонатах світу
| Змагання                        | Збірна         | Вагова категорія          | Місце  |
| ------------------------------- | -------------- | ------------------------- | ------ |
| Чемпіонат світу з боротьби 1998 | Південна Корея | вільна боротьба, до 63 кг | 5      |
| Чемпіонат світу з боротьби 1999 | Південна Корея | вільна боротьба, до 63 кг | Срібло |
| Чемпіонат світу з боротьби 2001 | Південна Корея | вільна боротьба, до 69 кг | Бронза |
| Чемпіонат світу з боротьби 2002 | Південна Корея | вільна боротьба, до 66 кг | 7      |
| Чемпіонат світу з боротьби 2003 | Південна Корея | вільна боротьба, до 74 кг | 24     |

На чемпіонаті світу 1999 року в Анкарі завоював срібну нагороду, поступившись у фіналі українському борцеві Ельбрусу Тедеєву.
Через два роки на чемпіонаті світу 2001 року в Софії здобув другу нагороду світової першості — цього разу бронзову.

### Виступи на Чемпіонатах Азії
| Змагання                       | Збірна         | Вагова категорія          | Місце  |
| ------------------------------ | -------------- | ------------------------- | ------ |
| Чемпіонат Азії з боротьби 1996 | Південна Корея | вільна боротьба, до 62 кг | Срібло |

### Виступи на Азійських іграх
| Змагання           | Збірна         | Вагова категорія          | Місце  |
| ------------------ | -------------- | ------------------------- | ------ |
| Азійські ігри 1994 | Південна Корея | вільна боротьба, до 62 кг | Срібло |
| Азійські ігри 1998 | Південна Корея | вільна боротьба, до 63 кг | Золото |

### Виступи на Східназійських іграх
| Змагання                 | Збірна         | Вагова категорія          | Місце  |
| ------------------------ | -------------- | ------------------------- | ------ |
| Східноазійські ігри 2001 | Південна Корея | вільна боротьба, до 69 кг | Золото |

## Виступи на інших змаганнях
| Змагання                  | Збірна         | Вагова категорія          | Місце  |
| ------------------------- | -------------- | ------------------------- | ------ |
| Тестовий турнір FILA 1998 | Південна Корея | вільна боротьба, до 63 кг | Срібло |

### Виступи на змаганнях молодших вікових груп
| Змагання                                      | Збірна         | Вагова категорія          | Місце  |
| --------------------------------------------- | -------------- | ------------------------- | ------ |
| Чемпіонат світу з боротьби серед юніорів 1992 | Південна Корея | вільна боротьба, до 63 кг | Золото |